# 埃文斯环形山
埃文斯环形山（Evans）是月球背面一座古老的撞击坑残迹，约形成于前酒海纪，其名称取自英国考古学家阿瑟·约翰·埃文斯（1851年-1941年），1970年被国际天文联合会正式批准接受。
埃文斯环形山位于巨大的赫茨普龙环壁平原西南偏南，处于该撞击盆地喷发物围裙之内。它的北侧缘及坑内南部地表已被这些喷发物所覆盖；南侧边缘也已被严重侵蚀，破损而不规则，上面坐落着一对小陨坑；最完整的部分是它的东南边缘。该陨坑的中心月面坐标为9°38′S 133°47′W / 9.63°S 133.78°W，
直径69.40公里，深度2.754公里，坑壁高出周边地形1280米，坑内容积4266.95立方千米。

## 卫星陨石坑
按惯例，最靠近埃文斯环形山的卫星坑在月图上以字母标注在该坑中心点的旁边。
| 埃文斯 | 纬度    | 经度     | 直径     |
| ------ | ------- | -------- | -------- |
| Q      | 11.2° S | 136.4° W | 137 公里 |